# Gary Locke
Gary Locke (chiń. 駱家輝; pinyin Luò Jiāhuī; ur. 21 stycznia 1950 w Seattle) – amerykański polityk pochodzenia chińskiego.
W 1972 ukończył studia na Uniwersytecie Yale, a w 1975 obronił doktorat z prawa na Uniwersytecie Bostońskim. W 1982 wybrano go do Izby Reprezentantów Stanu Waszyngton.
W latach 1997–2005 był 21. gubernatorem stanu Waszyngton. 25 lutego 2009 został nominowany przez prezydenta Baracka Obamę na stanowisko sekretarza handlu Stanów Zjednoczonych, które objął 26 marca 2009.
W 2011 został nominowany i zatwierdzony przez Senat na stanowisko ambasadora Stanów Zjednoczonych w Chińskiej Republice Ludowej. 1 sierpnia 2011 oficjalnie zrezygnował z funkcji sekretarza handlu i został powołany na ambasadora.